# Ульяновский моторный завод
АО «Ульяновский моторный завод» — российский производитель автомобильных двигателей. Входит в дивизион «Лёгкие коммерческие и легковые автомобили» автомобилестроительного холдинга «Группа ГАЗ».

## История производства
В 1826 году, купцом, потомственным почётным гражданином, Ильёй Андреевичем Андреевым, на южной окраине Симбирска, у слободы Туть, был возведён «Чугунолитейный завод купцов Андреевых». В 1916 году завод со всей территорией, строениями и оборудованием выкупила петроградская фирма «Русский автомобильный завод Пузырёва». В 1917—1924 гг. — Симбирский государственный механический завод «Металлист» Симбирского губернского Совета Народного хозяйства, г. Симбирск, с 1924 г. — Ульяновский государственный механический завод «Металлист», с 1941 г. — Ульяновский механический завод филиала № 4 Московского автомобильного завода им. Сталина.

Памятник ЗИС-5, УМЗ.

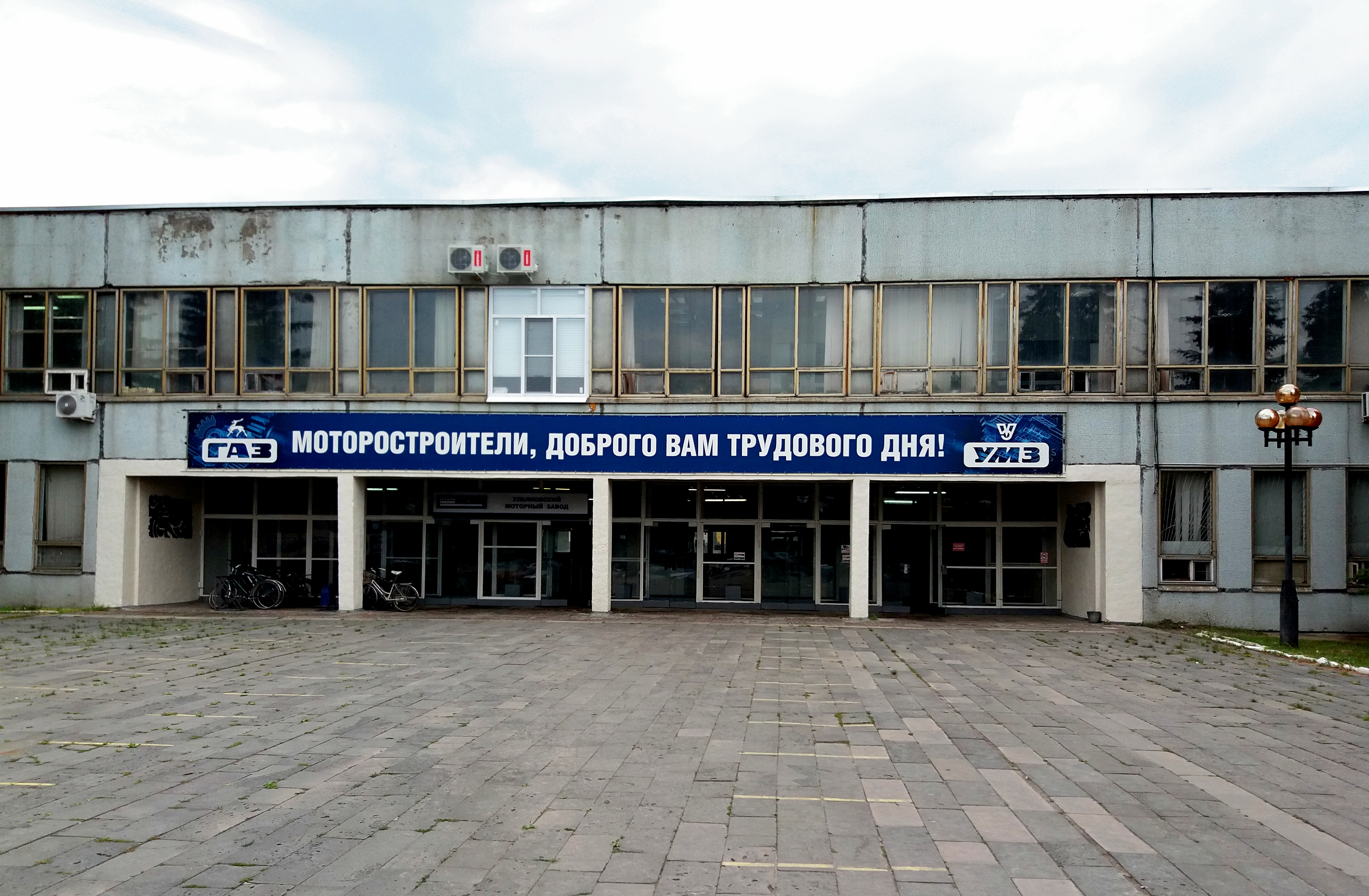
Проходная Ульяновского моторного завода.

В начале Великой Отечественной войны — осенью 1941 года в Ульяновск, на полях села Винновка, была эвакуирована часть цехов Московского автомобильного завода им. И. В. Сталина. В конце апреля 1942 года была собрана первая машина — «трёхтонка» ЗИС-5, она была второй массовой моделью после «полуторки» ГАЗ-ММ Горьковского автозавода (ГАЗ), которая обеспечивала нужды Красной Армии в годы Великой Отечественной войны 1941—1945 годов. Завод переименован в УльЗиС.
Осенью был запущен сборочный конвейер ЗИС-5, началось освоение производства стационарных малолитражных двигателей с водяным охлаждением Л 3/2 мощностью 3 л. с., применявшихся на фронте для создания подвижных электростанций, освещения блиндажей, полевых госпиталей, зарядки аккумуляторов. Всего за военный период на территории предприятия, не считая сборки импортных «Студебеккеров», было изготовлено и отправлено на фронт порядка 10 тысяч грузовиков и свыше 20 тысяч двигателей.
6 сентября 1944 года Приказом Наркома среднего машиностроения из состава УльЗИСа был выделен Ульяновский завод малолитражных двигателей, с ульяновским заводом «Металлист» (основанным в 1826 году как чугунолитейный завод купца Андреева), автомобильное производство перебазировалось за реку Свиягу — в Засвияжский район Ульяновска.
В начале 50-х годов конструкторами завода была спроектирована новая модель малолитражного двигателя с воздушным охлаждением УД — «Ульяновский двигатель». С 1955 года начался серийный, а с 1959 года массовый выпуск двигателей УД-1 и УД-2 с воздушным охлаждением мощностью 4 и 6 л. с. и типа «Л» с водяным для стационарных (передвижных) установок с электрогенераторами, для привода компрессоров, мотонасосов, сенокосилок, моторных лодок.
В 1951 году на УЗМД была смонтирована первая в стране автоматическая линия по производству алюминиевых поршней для моторов к автомобилям ЗИЛ-130. Все технологические процессы были автоматизированы, начиная с подачи алюминиевых болванок на литье и заканчивая упаковкой готовых поршней в коробки. Кроме основной продукции, завод постоянно выпускал товары народного потребления.
В 1953 году был освоен выпуск лодочных моторов Зиф-5 («Стрела»), которые выпускались до 1965 года, когда появилась новая модель «Ветерок».
31 июля 1968 года Приказом Министерства автомобильной промышленности СССР Ульяновский завод малолитражных двигателей был переименован в Ульяновский моторный завод. Завод приступил к освоению производства автомобильных двигателей. 28 октября 1969 года на конвейере цеха № 21 был собран первый автомобильный двигатель УМЗ-451 для УАЗ-451 мощностью 72 л. с. и рабочим объёмом 2,44 л, являвшийся модернизированной версией ГАЗ/ЗМЗ-21А и визуально отличавшийся лишь полнопоточным масляным фильтром, т. н. «жигулёвским».
В 1971 году на заводе началось производство мотора УМЗ-451М слегка увеличенной мощностью 75 л. с., модернизация которого заключалась в замене коленвала и распредвалов от ЗМЗ-21 на более современные от ЗМЗ-24. Моторесурс был увеличен со 120 тыс. до 150 тыс. км пробега. В 1976 году завод вошёл в состав производственного объединения АвтоУАЗ, и в том же году автомобильный двигатель УМЗ-451М был удостоен Государственного знака качества.
В 1978 году для УАЗ-469 мотор был усовершенствован до УМЗ-414, производившегося до 1986 года (а модификация УМЗ-4149 — до 1989): в ГБЦ были доработаны впускными и выпускными каналами, переделана впускная труба, увеличена производительность маслонасоса и введена закрытая система вентиляции картера.
Для модернизированного УАЗ-3151 двигатель был форсирован до 82 л. с. путём повышения степени сжатия с 6,7 до 7,0, введения нового индивидуального чугунного распредвала, схожего (но не совпадающего) по конструкции с ЗМЗ-402, двухкамерного карбюратора вместо однокамерного на предыдущих образцах, увеличения впускных клапанов и повторной переработки под них впускного коллектора. Пришлось также заменить стартер на более компактный. Производство получившегося в результате УМЗ-417 началось в 1989 и продолжается до сих пор (2022).
В ноябре 1992 года Ульяновский моторный завод преобразован в акционерное общество открытого типа «Волжские моторы». В 1997 года завод освоил производство двигателей повышенной мощности серии УМЗ-421 для автомобилей ГАЗель.
С 2001 года завод входит в Группу «ГАЗ». С 1 января 2006 года предприятию было возвращено название — Ульяновский моторный завод. В 2008 году ОАО «УМЗ» приступило к серийному выпуску автомобильных двигателей соответствующих требованиям норм токсичности Евро-3.
В 2010 году предприятие первым в России стало серийно выпускать битопливный (газобензиновый) двигатель для лёгких коммерческих автомобилей.
В 2011 году Ульяновский моторный завод приступил к производству новой модификации двигателя УМЗ-4216-70 с поликлиновым приводом навесных агрегатов, что позволило установить компрессор кондиционера, необходимый для поддержания в салоне автомобиля оптимального температурного режима, и более мощный генератор (свыше 1 кВт), дающий возможность подключать дополнительное электрооборудование.
В 2015 году началось серийное производство новых моделей двигателей УМЗ Evotech. Данная линейка по сравнению с УМЗ-4216 была значительно модернизирована. Уменьшен рабочий объём двигателя, сокращён расход топлива, применены новые конструктивные решения.

## Продукция
- Бензиновые и газобензиновые двигатели УМЗ-421 стандарта Евро-3, устанавливаемый на автомобили ГАЗель и УАЗ.
- Бензиновые двигатели УМЗ-417 стандарта Евро-3, устанавливаемые на автомобили УАЗ.

Конструкция их в значительной степени архаична и не претерпела кардинальных изменений с 1950-х годов. Так, например, используется коромысло-штанговый ГРМ с нижним расположением распределительного вала (OHV), схема, считавшаяся морально устаревшей даже в СССР уже в 1970-е годы по причине высокой массы деталей ГРМ, приводящей к недостижимости высоких оборотов, но при этом широко использовавшаяся даже за рубежом вплоть до 1990-х годов — особенно в США, где такие двигатели дожили до XXI века: Ford Cologne 4.0 L Pushrod Engine (1962—2011) и GM 6.2 LS Series\LT1\Ecotec V8 (c 1972 до настоящего времени на Tahoe\Corvette\Colorado\Silverado\Eldorado).
Ранее, с 1964 по 2008 годы, выпускались также лодочные моторы «Ветерок».

## Известные люди завода
- Наумова, Екатерина Григорьевна — наладчица оборудования, Герой Социалистического Труда.
- Курнаков, Георгий Дмитриевич — советский и российский государственный и общественный деятель. Почётный гражданин Ульяновской области. Директор завода.
- Исаев, Юрий Алексеевич. В 1979—1986 годах — директор Ульяновского моторного завода производственного объединения «АвтоУАЗ».
- Полянсков, Юрий Вячеславович — доктор технических наук, профессор, президент (ранее ректор) УлГУ. Работал на заводе[8].
- Шарапова, Ольга Викторовна — шлифовальщица в 1976 году.

## Факты
- При заводе есть спортивный комплекс «Мотор», действует футбольная команда «Мотор» (ранее «ЗМД»), основана в 1949 году, которая удачно выступает на Кубках и Чемпионатах Ульяновской области по футболу. Воспитанники ДЮСШ «Мотор» стали известными спортсменами: Мишин Николай Петрович, Рушкин Анатолий Григорьевич, Заикин Александр Евгеньевич.
- Гоночный лодочный мотор «Ветерок-34» — одна из разработок специалистов отдела главного конструктора, которые в начале 1970-х годов создали семейство гоночных лодочных моторов мощностью от 34 до 100 л. с. Создатель «Ветерка-34» — испытатель УМЗ, мастер спорта международного класса Евгений Степанов — установил на нём три мировых рекорда скорости, один из которых не побит до сих пор[9][10][11][12].

## Завод в филателии

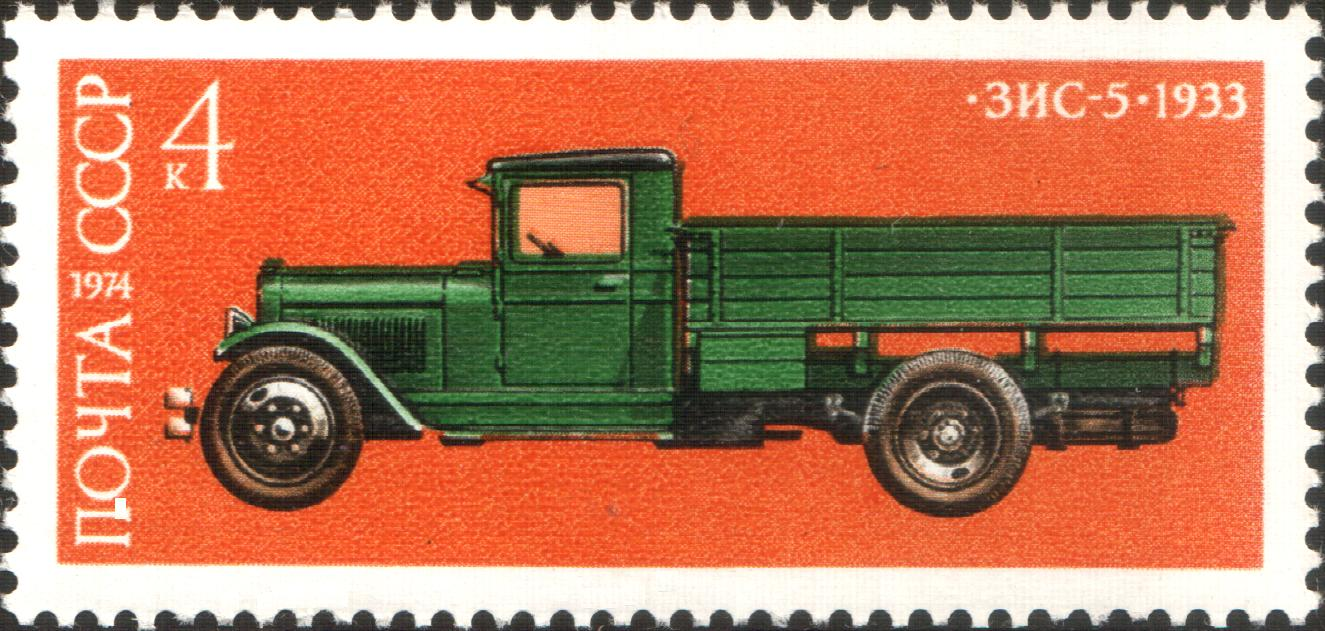
Марка СССР, 1974 г. ЗИС-5, выпускался УМЗ.
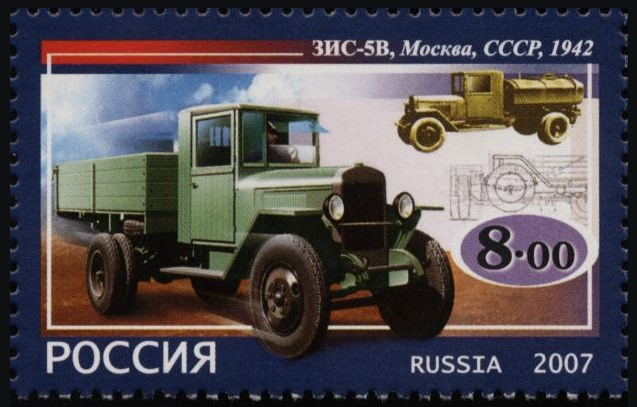
Почта России, 2007 г. ЗИС-5В, выпускаемые на УМЗ с 1942 г.
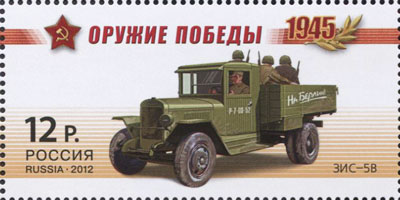
Почтовая марка России 2012 г. из серии «Оружие Победы» (ЦФА [АО «Марка»] № 1570), ЗИС-5В.
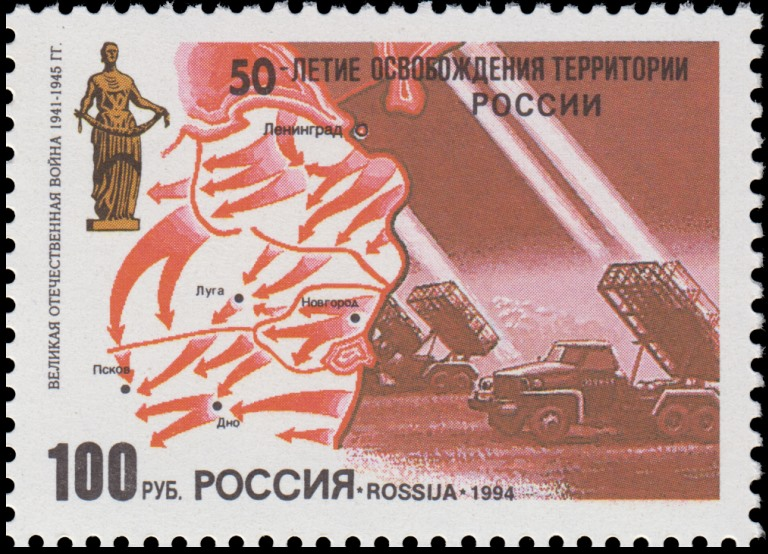
Почта России, 1994 г. (ЦФА [АО «Марка»] № 161). «Катюша» на базе «Studebaker US6», собираемые на УМЗ с 1942 по 1944 гг..